# Свято-Николаевская церковь (Засимовичи)
Свя́то-Никола́евская це́рковь — храм в деревне Засимовичи Пружанского района Брестской области Белоруссии. Памятник архитектуры классицизма.

## История

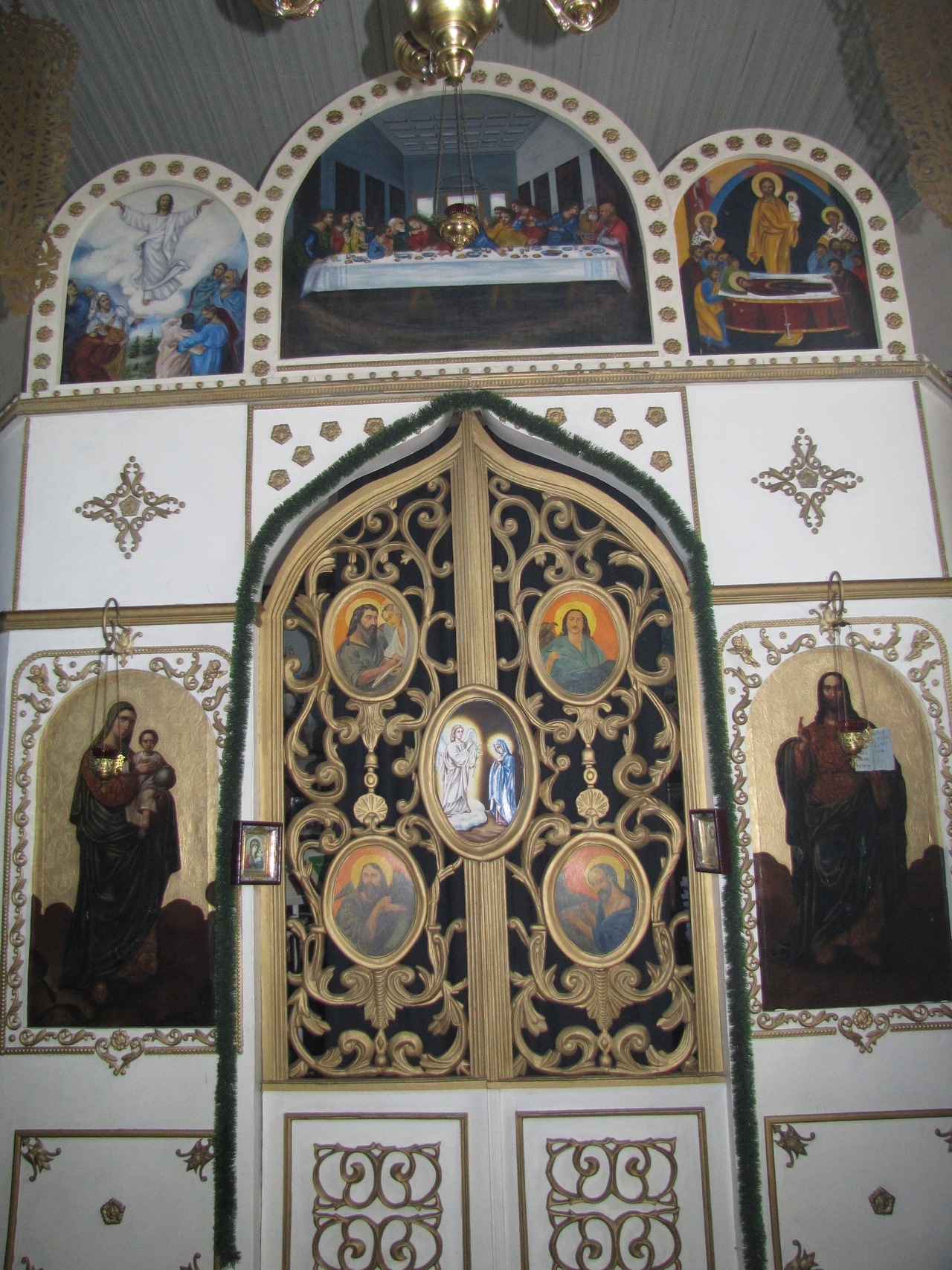
Царские врата храма

Церковь, расположенная на юго-восточной окраине деревни, была возведена в 1811 году из кирпича и бутового камня помещиком Ельцом. Имелась деревянная колокольня, сам храм был обнесён деревянной оградой. В 1864 году был проведён ремонт храма.
По данным 1899 года, прихожанами церкви, в то время Пружанского благочиния, являлись 2987 человек, а именно 1482 мужчины и 1505 женщин, из семи населённых пунктов: Засимовичей, Котёлков, Передельска, Староволи, Шакунов, Шеней и Шубичей. Имелись церковно-приходское попечительство, несколько церковных школ (в Засимовичах, Котелках, Передельске и Староволе) с 8 мальчиками и 5 девочками и народное училище в Шенях (98 мальчиков и 3 девочки). В причт храма входили священник и псаломщик, в их пользовании находились 50 десятин 160 сажень. В двух верстах к юго-западу от храма находилась особо почитаемая местным населением т. н. Крестовая часовня, построенная из дерева, по преданию, на месте явления Богородицы, с огромным камнем, на котором по легенде остались следы стоп Богоматери, и колодцем. В летнее время наблюдался обильный приток богомольцев в каждое воскресенье после новолуния.
На данный момент настоятелем является иерей Данилов Михаил Алексеевич.

## Архитектура
В архитектурном плане храм, опоясанный профилированным карнизом, состоит из компактного прямоугольного объёма и трёхгранной апсиды, в которую объём переходит небольшим уступом. Покрытием храма является двухскатная гонтовая крыша с вальмами над апсидой, покрытием же ромбовидной низкой ризницы, примыкающей с южной стороны к апсиде, — односкатная крыша. План ризницы подчиняется одной из граней апсиды. Завершением главного фасада, обработанного с использованием рустованной расшивки по штукатурке, служит треугольный фронтон с вертикальной шалёвкой. Входит служит низкий деревянный притвор. Для освещения залы церкви использованы боковые прямоугольные оконные проёмы, а для апсиды — арочные. Для выделения пространства апсиды использовано возвышение солеи.

## Комментарии
1. ↑  Иногда упоминается как костёл, являющийся примером распространённой в 1830—1840 годах бесстилевой архитектуры костёлов в имениях местных дворян, в которой на классицизм указывал лишь фасад с присущими ему чертами. См.: Слюнькова И. Н. Храмы и монастыри Беларуси XIX века в составе Российской империи. Пересоздание наследия. — М.: Прогресс-Традиция, 2009. — С. 52.